# Hiranuma Ryōzō

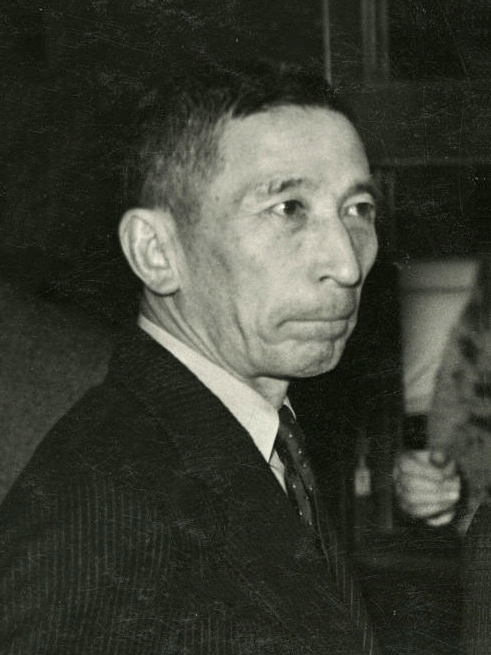
Hiranuma Ryōzō

Hiranuma Ryōzō (japanisch 平沼 亮三; geboren 25. Februar 1879 in Yokohama (Präfektur Kanagawa); gestorben 13. Februar 1959) war ein japanischer Unternehmer, Politiker und Sportmanager.

## Leben und Wirken
Hiranuma Ryōzō machte 1898 seinen Abschluss an der Keiō-Universität. Er war Geschäftsführer der Kirin Brewery, der „Tamagawa Electric Railway“, von Tokyo Gas und anderen Unternehmen. 1924 wurde er in das Repräsentantenhaus gewählt und war ab 1932 Mitglied des Oberhauses.
An der Sportförderung interessiert, wurde er 1925 stellvertretender Vorsitzender des „Japanischen Sportverbandes“ (大日本体育協会, Dainippon taiiku kyōkai), 1929 Vorsitzender der „All Japan Athletics Federation“ (全日本陸上競技連盟, Zen-Nippon rikujō kyōgi remmei), 1930 Vorsitzender der „All Japan Gymnastics Federation“ (全日本体操連盟, Zen-Nippon taisō remmei). Er leitete als Nachfolger von Kishi Seiichi die japanische Mannschaft zu den Olympischen Spielen in Los Angeles 1932 und 1936 in Berlin.
Nach dem Pazifikkrieg wurde er Vorsitzender der „Japan Sports Association“ (大日本体育会, Dainihon taiiku-kai). 1946 gründete er das „Nationale Sportfestival“ (国民体育大会, Kokumin taiiku taikai). 1951 wurde er Bürgermeister von Yokohama.
1955 wurde Hiranuma als Person mit besonderen kulturellen Verdiensten geehrt und mit dem Kulturorden ausgezeichnet.